# Альва Иштлильшочитль, Фернандо де
Иштлильшо́читль, или Ферна́ндо де А́льва Иштлильшо́читль, или Ферна́ндо де Навас де Перале́да-и-Альва-Корте́с-Иштлильшо́читль (исп. Fernando de  Alva Ixtlilxóchitl, Fernando de Navas de Peraleda y Alva Cortés Ixtlilxóchitl, 1568 или между 1578 и 1580, Тескоко или Сан-Хуан-Теотиуакан — 24 или 25 октября 1650, Мехико) — мексиканский писатель и историк колониальной эпохи. Исследователь истории тольтеков, чичимеков и ацтеков.

## Происхождение
Фернандо де Альва Иштлильшочитль был одним из одиннадцати детей Хуана де Навас Переса де Пераледа и Аны Кортес Иштлильшочитль; семья отца была чисто испанской по происхождению, отец матери тоже был испанцем, а бабушка по материнской линии, Кристина Вердуго — дочерью крещеного индейского правителя Сан-Хуан-Теотиуакана Франсиско Кецальмамаликцина и Аны Кортес Иштлильшочитль, дочери правителя Тескоко в 1526—1531 годах Иштлильшочитля II (в крещении — Эрнандо Кортес Иштлильшочитль) от Беатрис Папанцин, дочери предпоследнего правителя ацтеков Куитлауака.
В сложившейся в испанских колониях системе каст Фернандо де Альва принадлежал к относительно привилегированной группе кастисо (третьей после гачупинов, уроженцев Испании, и креолов, потомков европейцев, родившихся в Новом Свете), его дети от креолки считались креолами.

## Биография
Отец Фернандо, несмотря на предполагаемое благородное происхождение, не имел рент и зарабатывал на жизнь и пропитание семьи, будучи руководителем работ для Айунтамьенто Мехико. Воспоминания необеспеченного детства время от времени прорываются в сочинениях Иштлильшочитля, особенно ранних.
Хуану де Пераледа удалось определить сына на обучение в королевский Коллегиум Святого Креста в Тлателолько, предназначенный для детей знатных индейцев. Хотя в то время это образовательное учреждение уже находилось в упадке, в течение шестилетнего курса (который обычно проходили в возрасте от 10-12 до 16-18 лет) Фернандо получил очень основательное образование, в частности, знания языка науатль, а также латыни.
В 1597 году, после смерти бабушки Фернандо Кристины Вердуго, его мать унаследовала касикат Сан-Хуан-Теотиуакан (земельное владение, дававшее определенный доход), что заметно улучшило материальное положение семьи. Однако, фамилии Пераледа-Иштлильшочитль пришлось дважды, в 1610—1612 и в 1643—1644 годах вести ожесточенные судебные тяжбы за своё владение, в которых интересы родственников представлял (в конечном счете успешно) Фернандо де Альва.
Впрочем, не являясь старшим сыном, он так и не стал владельцем Теотиуакана, источником средств к существованию для него была служба в колониальной администрации. Известно, что в начале 1612 года архиепископ Мехико и вице-король Новой Испании Гарсия Гуэрра назначил Фернандо де Альва Иштлильшочитля судьей-правителем Тескоко (того самого города, где когда-то царствовали его предки), между 1616 и 1618 и в 1621 он был судьей-правителем Тлальманалько, в 1619—1620 — Чалько, в 1640 году исполнял должность Королевского Переводчика в Суде для Индейцев в Мехико.
От Аны Родригес Фернандо де Альва имел трех детей: Хуана Бартоломе (родился ранее 1624 года, до брака родителей), Ану и Диего.
Дата смерти Фернандо де Альва Иштлильшочитля долгое время не была известна, поэтому многие источники указывают как приблизительный 1648 год. Находка метрической записи о его погребении позволила установить, что он скончался в 20-х числах октября 1650 года.

## Сочинения
Историописание не было профессией Иштлильшочитля. Однако, склонность к познанию прошлого проявилась в нём с ранних лет. В одном из сочинений он писал:

С юности я всегда имел огромное желание знать события, произошедшие в этом Новом Свете, которые были не меньшими, чем у римлян, греков, мидийцев и в других языческих государствах, прославившихся во всем мире.

Первым историческим трудом Иштлильшочитля считается «Сводное сообщение обо всех событиях, произошедших в Новой Испании…», составленное между 1600 и 1608 годами. Эта работа открывает серию так называемых «Сообщений» («Relaciones»), объединяемых разными исследователями в четыре, пять или восемь сочинений. По содержанию они представляют собой объемистые сборники разнообразных исторических материалов, часто весьма мало обработанных составителем. Современные историки упрекают их в бессистемности, путаной хронологии и частых повторениях, хотя признают богатство содержащихся там фактических сведений.
Наиболее поздней (она осталась незавершенной) и самой известной исторической работой Иштлильшочитля является труд, которому К. де Сигуэнса-и-Гонгора дал в последующем название «История народа чичимеков» («Historia de la nación chichimeca»). Он состоит из 95 глав и охватывает период «от сотворения мира» до осады Кортесом Теночтитлана в 1521 году.
Сочинение содержит богатейший, во многом неизвестный из других источников фактический материал. Оно написано целиком в духе европейской ренессансной историографии, в стиле изложения автор ориентируется на классические образцы античности. Хотя Сигуэнса-и-Гонгора озаглавил книгу «История народа…», на самом деле в центре повествования у Иштлильшочитля незаурядные личности, герои, из которых особо выделяются прапрадед историка Иштлильшочитль II и дед последнего, великий правитель Тескоко Несауалькойотль. В сочинении Иштлильшочитля читатель находит черты хроники, генеалогического исследования, политического трактата, этнографического экскурса, географического описания и даже приключенческого романа, автор свободно владеет словом и во многих случаях создает драматический, эмоционально насыщенный рассказ. При этом Иштлильшочитль отстаивает собственную, «тескоканскую» концепцию истории доиспанской Мексики, существенно отличающуюся от «ацтекоцентричной» традиции, представленной в сочинениях, например, Альварадо Тесосомока, Диего Дурана и Х. де Мендиеты.
Кроме того, в отличие от большинства колониальных историков, использовавших в качестве первоисточника устные предания индейцев, Фернандо де Альва Иштлильшочитль относится к ним с откровенным недоверием, и опирается на письменную индейскую традицию, на пиктографические и записанные латиницей кодексы, которые он в течение жизни собирал (известно, что ему принадлежали «Кодекс Чимальпопоки», «Кодекс Иштлильшочитля», «Кодекс Шолотль») и которые — в числе очень немногих современников — умел читать. В этом смысле Иштлильшочитль предвосхищал современный подход к изучению доколумбовых цивилизаций Мексики, отдающий предпочтение данным аутентичных письменных источников.
Фернандо де Альва Иштлильшочитль писал также чисто литературные произведения, однако из их числа сохранились только два переложения стихов Несауалькойотля на кастельяно и романс на тему средневековой испанской истории.

### Судьба наследия Иштлильшочитля
Хотя сам Фернандо де Альва Иштлильшочитль старался пропагандировать свои сочинения и даже устраивал своеобразные «публичные чтения» в индейских общинах, они долгое время оставались неопубликованными и практически неизвестными сколько-нибудь широкому читателю.
Рукописи исторических трудов Фернандо де Альва его сын Хуан передал своему другу Луису де Гонгора, от которых они перешли к племяннику последнего, знаменитому мексиканскому эрудиту Карлосу де Сигуэнса-и-Гонгора (1645—1700), а от него — в библиотеку иезуитского Коллегиума Святых Петра и Павла в Мехико (где уже в первой половине XVIII в. оригиналы оказались утраченными). В XVIII в. с трудами Иштлильшочитля познакомились и использовали их знатоки мексиканских древностей Л. Ботурини Бенадуччи и Ф. Х. Клавихеро. Первым изданным сочинением Иштлильшочитля оказалось «Тринадцатое сообщение», вышедшее в свет в Мехико в 1829 году в качестве дополнения к сочинению Саагуна. В первой половине XIX в. копия с сочинений Иштлильшочитля была сделана для знаменитого лорда Кингсборо, старавшегося обосновать еврейское происхождение доколумбовых цивилизаций, который и подготовил издание «Истории народа чичимеков» в 9 томе своих «Мексиканских древностей», вышедшем в свет 1848 году в Лондоне, уже после смерти Кингсборо, ранее, в 1840 году в Париже появился французский перевод «Истории чичимеков до времени прихода испанцев». В 1891—1892 годах в Мехико увидело свет подготовленное А. Чаверо полное издание сохранившихся исторических сочинений Иштлильшочитля, а в 1975 году Э. О’Горманом была осуществлена научно-критическая публикация, отвечающая современным требованиям к изданию источников.

### Известные исторические сочинения

#### «Сообщения»
- Сводное сообщение обо всех событиях, произошедших в Новой Испании, и о многих вещах, которых достигли и которые познали тольтеки, от сотворения мира до их гибели, и от прихода третьих, чичимекских поселенцев до вторжения испанцев, извлеченное из оригинальной истории Новой Испании.
- История чичимеков до времени прихода испанцев (с приложениями):
  - а) Фрагмент истории Несауалькойотля;
  - б) Список 154 названий местностей, подчиненных трем царям из Мехико, Тлакопана и Тескоко;
  - в) Другой фрагмент истории Несауалькойотля;
  - г) Указы и законы Несауалькойотля;
  - д) Рассказ о Несауальпилли, сыне Несауалькойотля.
- Порядок и чин восшествия владыки, установленный Топильци, владыкой Тулы.
- Приход испанцев в Новую Испанию.
- Вступление испанцев в Тескоко.
- Рассказ о стране и поселенцах этой части Америки, известной как Новая Испания.
- Краткий рассказ в форме памятной записки об истории Новой Испании и её сеньориях вплоть до прихода испанцев (с приложениями):
  - a) Рассказ о других правителях Новой Испании;
  - б) Рассказ о происхождении шочимильков.
- Обобщение истории Новой Испании от сотворения мира до настоящего времени, собранное и извлечённое из историй, рисунков, памятных записок и древних песен её уроженцев.

#### «История народа чичимеков»

##### Язык и стиль сочинения
«История народа чичимеков» написана очень ясным, четким и легким кастельяно, равно чуждым как вычурной нарочитости многих современных Иштлильшочитлю испанских барочных авторов, так и неуклюжей тяжеловесности индейских писателей, пользовавшихся чужим для них языком.
Простое сравнение нескольких страниц из Иштлильшочитля с сочинением, скажем, Эрнандо Альварадо Тесосомока, знатного ацтека, писавшего по-испански, дает однозначный ответ на вопрос: был ли Дон Фернандо испанским писателем или индейским? Он был испанским писателем, при том мастерски владевший родным словом.
Язык Иштлильшочитля часто звучит совершенно по-современному, и только длинные сложносочиненные предложения на пол-листа, постоянные «el cual» («коий») в значении «он», и «que», в значении «и вот» выдают автора XVII века. Цветисты и перегружены украшениями только речи некоторых персонажей, особенно царственных, но это, очевидно, сознательная стилизация под аристократическую риторику науатль, о которой нам сообщают колониальные авторы, например, Бернардино де Саагун. Определенный отпечаток на язык Иштлильшочитля наложила его профессия правоведа: он постоянно употребляет «poner por obra» («принять к исполнению»), «entrar en suceción» («вступить в наследство»), «lo referido» («упомянутое») — но, в целом, эти профессионализмы не слишком заметны в тексте и не очень портят его. Кроме того, юрист проступает в подчеркнутом внимании к правовым нормам, скрупулёзном изложении законодательных актов, тщательном внимании к судебным и административным учреждениям.
В стиле историописания в главах I—XIX Фернандо де Альва Иштлильшочиль стремится следовать высоким классическим образцам: Фукидиду, Ксенофонту, Титу Ливию — и это ему, в общем, удается. Последующее изложение, посвященное жизнеописанию Несауалькойотля, которое в большей степени опирается на фольклорные источники, дополненные воображением автора, приобретает черты красочного и увлекательного приключенческого романа, затем, с главы XXXV превращаясь в политический трактат, а в последующем — опять в историю.

##### Имена и названия науатль
В сочинении Иштлильшочитля читатель встречает бесчисленное количество имен и названий на языке, которым в XVI—XVII веках говорило большинство индейцев Центральной Мексики, и который принято назвать науатль.
В целом фонетическая система этого языка не представляет особых сложностей для европейца, в частности, говорящего на славянских языках, и, соответственно, не создает проблем при транскрибировании кириллическим письмом. Есть, впрочем, несколько исключений:
- В записях индейских слов читатель многократно встретит букву «у». Однако, в классическом науатль гласной заднего ряда высокого подъёма, соответствующей русскому <у>, вообще не было.

«Простое» «u» латинизированных записей передавало гласную заднего ряда среднего подъёма, близкую к русскому <o>, а ещё больше — к французскому <o> в слове «côte». В кириллической транскрипции переводчик всегда передает его как «о»: «tultecas» — «тольтеки», «Tetzcuco» — «Тецкоко».
Сочетания «hu» и «uh» в латинизированных записях передают не гласную (и тем более не слоги «ху» и «ух»), а билабиальный сонорный согласный <w>, близкий к английскому <w> в слове «winter».
Сочетания «cu», «cuh» передают лабиализованный велярный смычный согласный [kw], подобный латинскому «qu».
Ю. В. Кнорозов в своё время предлагал транскрибировать эти случаи через «в» и «кв»], однако в русской традиции закрепилась транскрипция через «у» (имя последнего независимого правителя ацтеков и мексиканского национального героя, Cuauhtemoc, известно русскому читателю как «Куаутемок», а не «Квавтемок»). Кроме того, ближайший аналог науатланского [w], английский [w] в русской транскрипции также часто передается через «у» («Уайльд», «Уайтхолл», «Уолл-Стрит»). В связи с этим [w] и [kw] транскрибируются как «у» и «ку».
- Сочетание «tl» в соответствии с традицией транскрибируется как «тл» или «тль», хотя на самом деле это особый согласный — альвеолярная аффриката <t͡ɬ>, схожая по звучанию со смягченным <ть>.

Таким образом, название языка, которое транскрибируется «науатль», на самом деле звучало приблизительно как <навать>.
- Буква «l» латинских записей передает альвеолярный сонорный согласный <l>, похожий на слабосмягченный <ль> (такой звук существует в некоторых южнорусских и украинских диалектах). В конце слов и перед согласными (в том числе перед «у», передающей, как указано выше, согласную) он транскрибируется «ль», в остальных случаях — «л». Сочетание «ll» передает удвоенный <ll> и транскрибируется «лл».
- Латинское «z» передает альвеолярный щелевой согласный < s > и в тексте перевода везде транскрибируется через «с». В комментариях делается одно исключение: слово «azteca» (и производные от него) транскрибируется в традиционной (хотя совершенно неправильной) форме «ацтеки».
- Запись «h» (кроме сочетаний «hu» и «uh») передает гортанную паузу (glottal stop) и в транскрипции не отражается.
- Долгие гласные, существовавшие в классическом науатль наряду с обычными, в транскрипции не отражаются.
- Ударение в словах науатль всегда падает на предпоследний слог.

##### Даты науатль
Иштлильшочитль приводит в своем сочинении большое число дат календаря науатль с европейскими соответствиями. Издатель его книги Х. Васкес Чаморро, впрочем, не слишком лестно называет содержащуюся в «Истории народа чичимеков» хронологию «хаотической». Однако, такая оценка представляется не вполне справедливой. Анализ индейских дат и их европейских соответствий, приведенных в «Истории народа чичимеков», показывает, что в большинстве они, в принципе, вполне корректны, другое дело, что из нескольких возможных вариантов европейских соответствий Иштлильшочитль выбирает (особенно для доацтекской эпохи) достаточно спорные, но они не более спорны, чем предлагаемые многими современными исследователями.
Для того, чтобы разобраться в хронологических выкладках Иштлильшочитля, следует остановиться на главных чертах календаря науатль. Его основу составляют два элемента. Первый — общий для народов Месоамерики 260-дневный цикл, который науа называли «тональпоуалли» [tonalpohualli], буквально, «счет судеб». Он возникает в результате комбинации счета двадцати дней, каждый из которых имел особое название, и счета тринадцати суток, каждые из которых обозначаются порядковым номером.
Второй элемент — 365-дневный год, называемый «шиупоуалли» [xiuhpohualli], «счёт вёсен», который состоит из 18 двадцатидневных месяцев и дополнительного пятидневного периода.
Дата, состоящая из порядкового номера дня в цикле из 13 суток, его названия в двадцатидневке, числа дня в месяце и названия месяца, повторяется каждые 18980 дней, период, называвшийся «шиумольпилли» [xiuhmolpilli], «связка весен», или «шиусискило» [xiuhzizquilo], «вхождение в год».
Каждый год в шиумольпилли имел особое название, каковым являлось название так называемого «годоносца» — последнего дня последнего (18-го) двадцатидневного месяца. Поскольку на основе данных колониальных источников известно, что в Теночтитлане последний день последнего 20-дневного месяца (20 Тититль) в 1522 году назывался «3-Калли» и приходился на день 18 января в юлианском календаре, можно рассчитать годоносцы по теночтитланскому стилю на весь период, освещаемый историческим трудом Иштлильшочитля.
Оказывается, что Фернандо де Альва Иштлильшочитль весьма точно следует теночтитланскому стилю «годоносцев», указывая в качестве соответствий европейские годы, на которые приходятся начала соответствующих шиупоуалли, иногда — на один европейский год раньше.
Проблема, однако, заключается в том, что год с тем же названием повторяется через каждые 52 года, а количество шиумольпилли, прошедших между разными датами, источники не указывают. В результате при переводе дат в европейское летоисчисление колониальные авторы вставляли лишние 52-летние циклы, удревняя события.
Вторая проблема состоит в том, что, если счёт тональпоуалли во всей Центральной Мексике был одинаковым, то начало года шиупоуалли в разных городах приходилось на разные месяцы, соответственно, название «годоносца» в одном и том же европейском году было разным. В настоящее время известны, по меньшей мере, четыре стиля «годоносцев», в соответствии с которыми год, соответствующий европейскому 1507/1508 н. э., имел названия:
- в Теночтитлане и Тлакопане — 2-Акатль,
- у тлакомиуа — 7-Акатль,
- в Кольуакане — 1-Текпатль,
- в Тескоко — 9-Текпатль.

Соответственно, год 1-Акатль приходился на:
- в Теночтитлане на 1519/1520 года,
- у тотомиуа — на 1527/1528 года,
- в Тескоко — на 1538/1539 года,
- в Кольуакане — на 1546/1547 года[7][8].

Фернандо де Альва Иштлильшочитль, как уже сказано, придерживался теночтитланского стиля, но это совершенно не означает, что тому же стилю следовали его источники, особенно, освещавшие события до установления господства ацтеков.
Ещё большие сложности возникают при анализе приводимых Иштлильшочитлем дат внутри лет шиупоуалли. Они не совпадают с расчетами, основывающихся на соответствиях дней тональпоуалли европейским датам. Кроме того, здесь Иштлильшочитль использовал какой-то очевидно не теночтитланский календарь (возможно, тескоканский), в котором месяцы смещены относительно одноименных ацтекских на 60 дней вперед; при этом, однако, европейские соответствия хронист (с ошибкой в несколько дней) приводит согласно ацтекскому счету; все это создает впечатление путаницы и заставляет с осторожностью относится к приводимым с точностью до суток датам.

## Основные издания сочинений Фернандо де Альва Иштлильшочитля
- Ixtlilxóchitl, F. de Alva. Histoire des Chichimèques ou des anciens rois de Tezcuco/ Voyages, relations et mémoires originaux pour servir a l’histoire de la découverte de l’Amérique, publiés pour la premierè fois en français. H.Ternaux-Compans, ed., Paris, 1840.
- Antiquities of Mexico/ Lord Edward King, viscount of Kingsborough, ed. Vol.IX. London,1848. pp. 197–468.
- Ixtlilxóchitl F. A. Obras completas. Vol.1. Relaciones / Alfredo Chavero, ed., México, 1891.
- Ixtlilxóchitl F. A. Obras completas. Vol. 2. Historia chichimeca/ Alfredo Chavero, ed., México,1892.
- Ixtlilxóchitl, F. de Alva. Das Buch der Könige von Tezcuco/ H.G. Bonte, Publisher: Leipzig, 1930.
- Ixtlilxóchitl, F. de Alva. Obras Históricas. 2 Vols /Edmundo O’Gorman, editor. Mexico City, 1975—1977
- J.I. Dávila Garibi, editor. México, Ixtlilxóchitl, F. de Alva. Historia de la nación chichimeca/ G.Vázquez Chamorro, ed. Madrid,1985 (переиздано в 2000 году)
- Ixtlilxóchitl, F. de Alva. Obras históricas. México, Ixtlixochitl, Fernando De Alva. Historia de la nación Chichimeca. Barcelona, 2008
- Cortés Ixtlilxochitl, Fernando De Alva. Historia de la nación Chichimeca. Linkgua Ediciones, 2009

### Переводы на русский язык
- История народа чичимеков, его поселения и обоснования в стране Анауак.
- Сообщение о приходе испанцев и начале евангельского закона.